# Hartmannsdorf-Reichenau
Hartmannsdorf-Reichenau je obec v německé spolkové zemi Sasko. Nachází se v zemském okrese Saské Švýcarsko-Východní Krušné hory a má 979 obyvatel.

## Geografie
Obec se nachází ve východní části Krušných hor. Východním směrem se na řece Wilde Weißeritz rozkládá vodní nádrž Lehnmühle. Nejvyšším bodem vsi je Lärchenhübel (693 m). Železnice do Hartmannsdorfu-Reichenau nevede.

## Historie
Obec Hartmannsdorf-Reichenau vznikla spojením do té doby dvou samostatných obcí Hartmannsdorfu a Reichenau 1. ledna 1994. Do roku 2008 patřila k Weißeritzkému okresu, poté k zemskému okresu Saské Švýcarsko-Východní Krušné hory.

## Správní členění
Hartmannsdorf-Reichenau se dělí na 2 místní části.
- Hartmannsdorf
- Reichenau

## Pamětihodnosti
- kostel svatého Vavřince
- vodní nádrž Lehnmühle
- kamenné rozcestníky a milníky

## Osobnosti
- Johann Christoph Arnold (1763–1847) – vydavatel a knihkupec